# Himeni
L'himeni (en llatí i algunes altres llengües hymenium) és la capa de teixits que hi ha sobre l'himenòfor del cos fructífer d'un fong on les cèl·lules es desenvolupen en un basidi o en ascs produint espores. Es tracta de la part fèrtil del basidiocarp i de l'ascocarp.
En algunes espècies totes les cèl·lules de l'himeni es desenvolupen com basidis o ascs, mentre en altres espècies algunes cèl·lules es desenvolupen com cèl·lules estèrils anomenades cistidi (en els basidiomicets) o paràfisi (en ascomicets). Els cistidis sovint són importants per a la identificació microscòpica.
El subhimeni (subhymenium) consta d'hifes de suport des de les quals creixen les cèl·lules de l'himeni sota la qual hi ha la trama himenoforal, les hifes que fan la massa de l'himenòfor.
La posició de l'himeni és tradicionalment la primera característica utilitzada en la classificació i identificació de bolets.
Com a exemples d'himenis es poden citar:
- En fongs de l'ordre Agaricales l'himeni es troba a les cares verticals de les làmines.
- En l'ordre Boletales es troba en la massa esponjosa dels tubs (l'esponja) que apunten cap avall.
- En l'ordre Phal·lales es desenvolupa internament i després s'emet com un gel d'olor desagradable.
- En el gènere Lycoperdon (pets de llop) és intern.
- En la família Pezizaceae, es troba en la superfície còncava de la tassa.
- En el gènere Hydnum, (llengua de bou) creix en el costat extern de les agulletes.

## Galeria fotogràfica

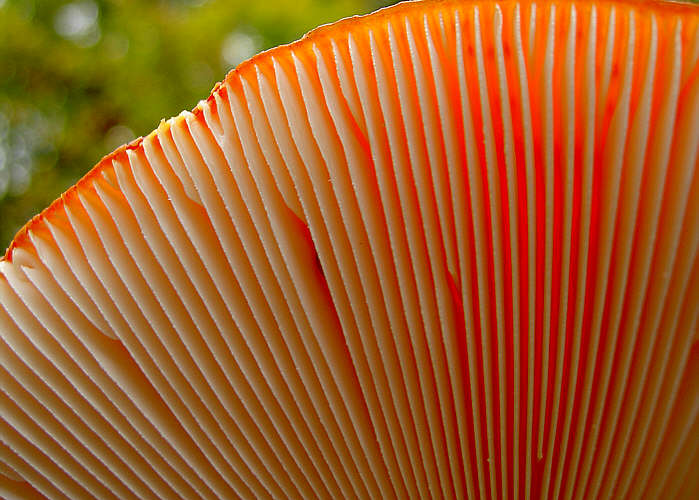
Amanita muscaria
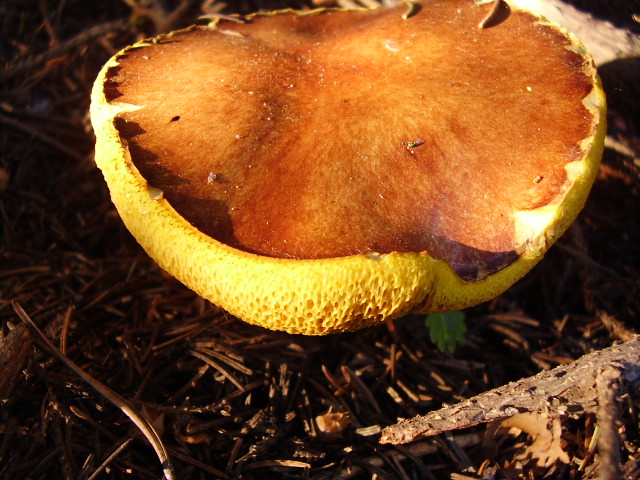
(Suillus luteus)
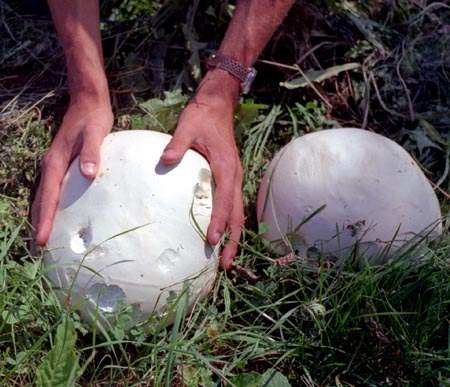
Langermannia Gigantea
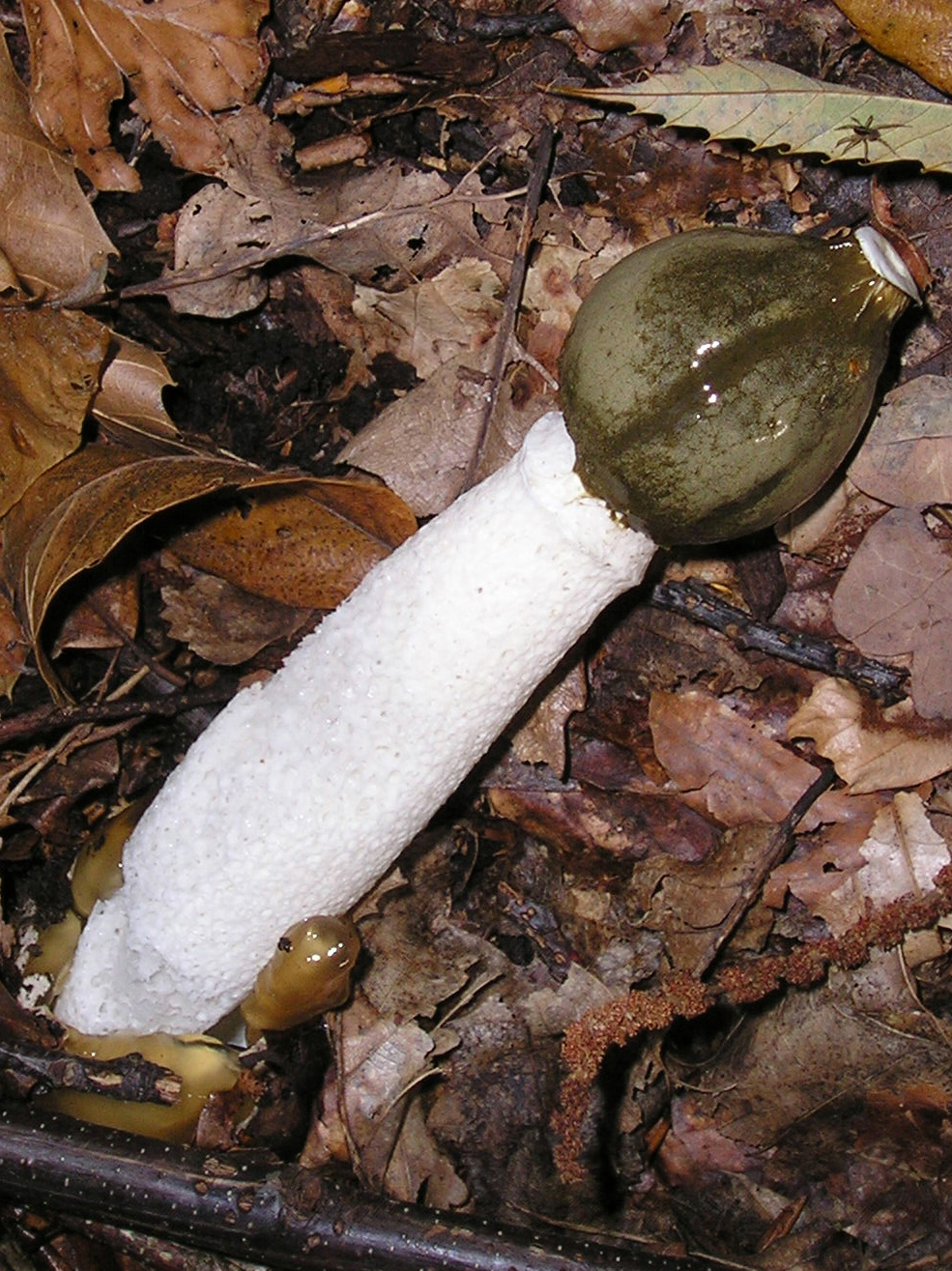
Phallus impudicus
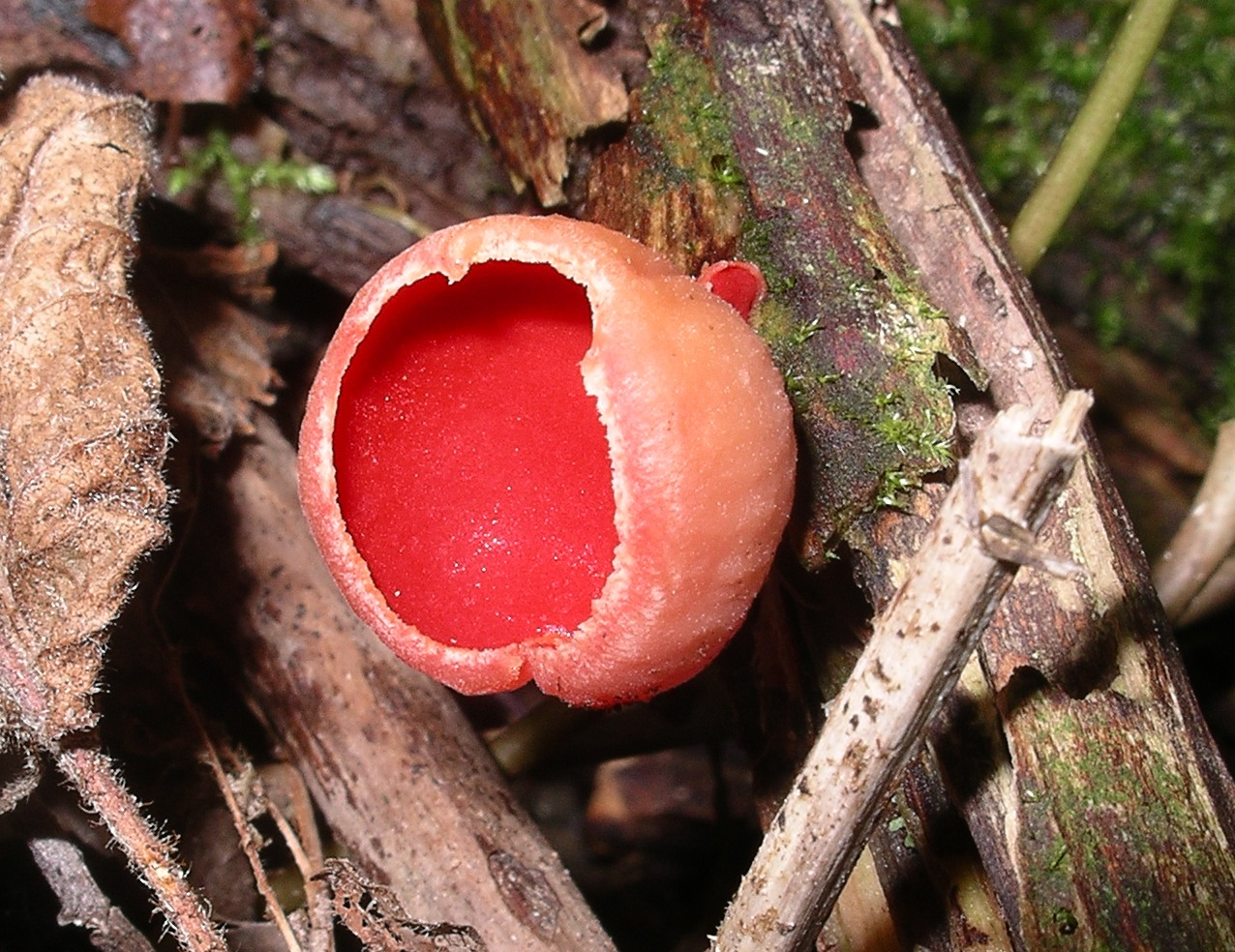
Sarcocypha austriaca
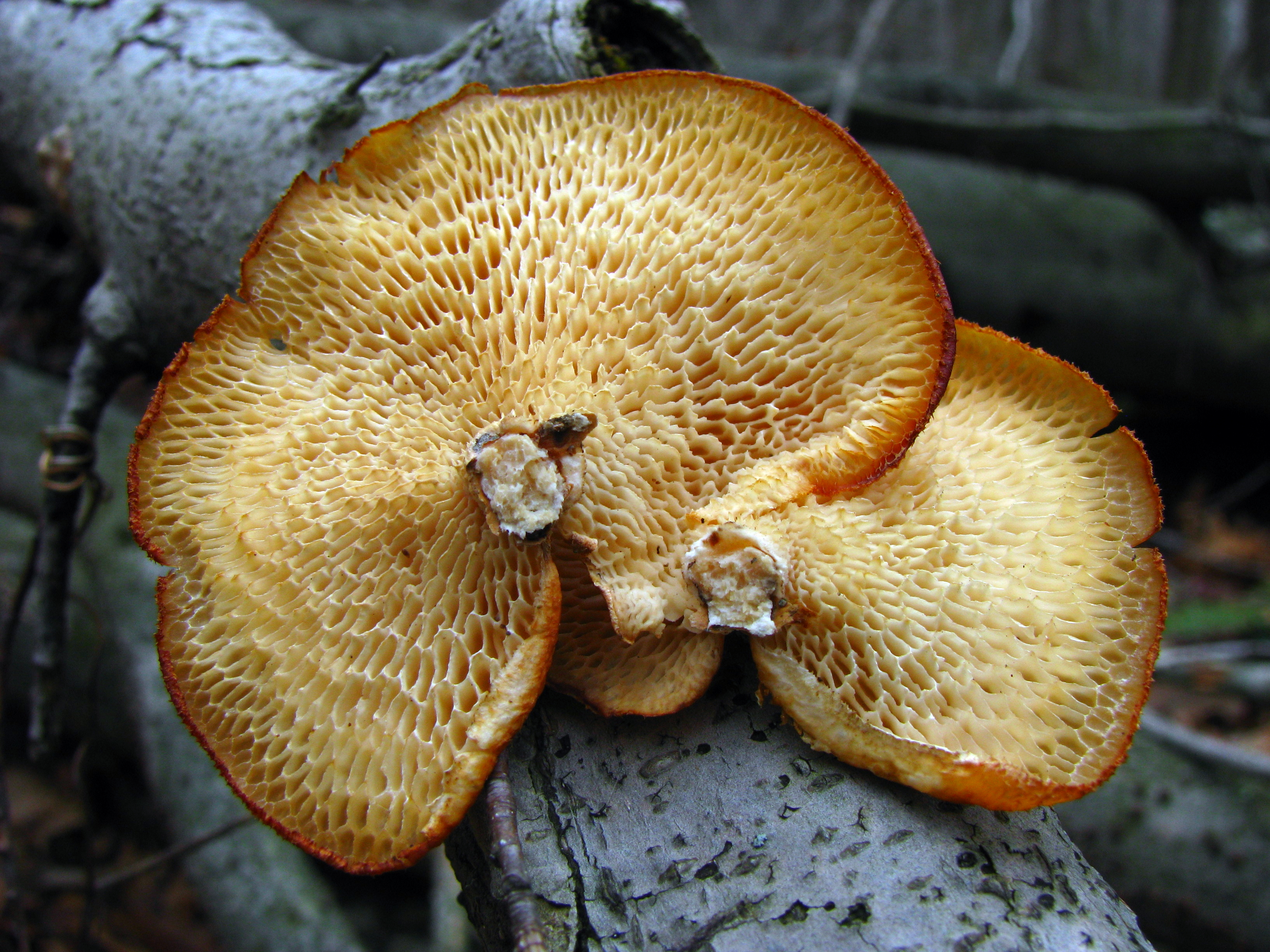
Polyporus alveolaris